# Гаий (Такаов)
Архиепископ Гаий (Гай в миру Гайоз Ректор Такаов или Токаов, груз. გაიოზ რექტორი; 1750 (1746?), село Магаро, Кахети — 20 февраля 1821, Астрахань) — епископ Русской православной церкви, архиепископ Астраханский и Кавказский.

## Биография
По происхождению грузин. Провел молодость при дворе грузинского царя Ираклия II (1720—1798), в присутствии которого в 1770 году в Тифлисе был пострижен в монашество католикосом Грузии Антонием I (1720—1788).
22-х лет, уже будучи монахом, Гаий приехал в Россию с Грузинским католикосом Антонием I и в течение 5 лет обучался русскому и древним языкам в Александровской семинарии.
По возвращении в Грузию он устроил там училище для обучения грузин русскому языку и получил сан архимандрита.
У себя на родине Гаий считался знатоком русского языка, но на самом деле обучение в русской семинарии принесло ему мало пользы: он «плохо владел русской речью». На людей, видевших его в первый раз, он производил благоприятное впечатление. «Видна в нём политика и сведение света, — записал про Гаия в свой дневник наблюдательный протоиерей Г. А. Скопин, — также довольно и ум промелькивает; из чего заключить должно, что он учился довольно».
В 1784 году Гаий был вызван в Россию и состоял при Екатеринославском архиепископе Амвросии Серебренникове, заведовавшем церковными делами в Новороссии и во время второй турецкой войны управлявшем духовенством в занятых русскими войсками Придунайских княжествах.
29 мая 1793 года он был хиротонисан во епископа Моздокского, викария Астраханской епархии. Целью учреждения викариатства было просвещение христианством инородцев, живших вблизи Кавказской линии. О деятельности Гаия в этом направлений «не имеется никаких сведений». При нём в пределах викариатства число церквей почти удвоилось. Гаий хлопотал об отводе земли для архиерейского дома и под монастыри мужеский и женский, которые ему велено было устроить. Он построил в Моздоке дом и монастыри: Преображенский мужеский и Успенский женский. Преображенский монастырь был, впрочем, окружён плетнем и имел 4 человека братии.
В 1798 году в сотрудничестве с осетинским священником Павлом Генцауровым им было подготовлено первое осетиноязычное издание — перевод книги Началное ѹченїе человѣкѡмъ, хотѧщымъ ѹчитисѧ книгъ божественнагѡ писанїѧ.
В 1799 году викариатство было упразднено; уничтожены были и монастыри, как «не вполне устроенные и требовавшие значительной суммы для своего устройства от казны».
16 октября 1799 году Гаий был переведён во вновь учрежденную Саратовскую епархию с титулом «Саратовского и Пензенского». За неимением в Саратове помещения для архиерея Гаий поселился в Пензе, где было много свободных зданий, оставшихся от присутственных мест упраздненной Павлом I Пензенской губернии. Гаий так и остался в Пензе и, после учреждения в 1801 году Пензенской губернии, 4 декабря 1803 года получил титул «Пензенского и Саратовского».
В Пензе Гаию пришлось устраивать семинарию и руководить ею в первое, самое трудное время её существования. Но Гаий вообще не чужд был восточной лени: «мало занимавшийся делами епархии, он ещё менее оказывал влияния на семинарские дела»; поставив во главе семинарского управления доверенных людей, привезённых им из Моздока, он свалил на них все семинарские дела и даже от важнейших распоряжений по семинарии уклонялся иногда под самыми наивными предлогами. По выражению Троицкого, Гаий являлся в семинарию лишь «в качестве почетного гостя с пышной торжественностью, которой он любил обставлять и своё служение, и свои выезды».
12 февраля 1804 года награждён орденом Святой Анны 1-й степени

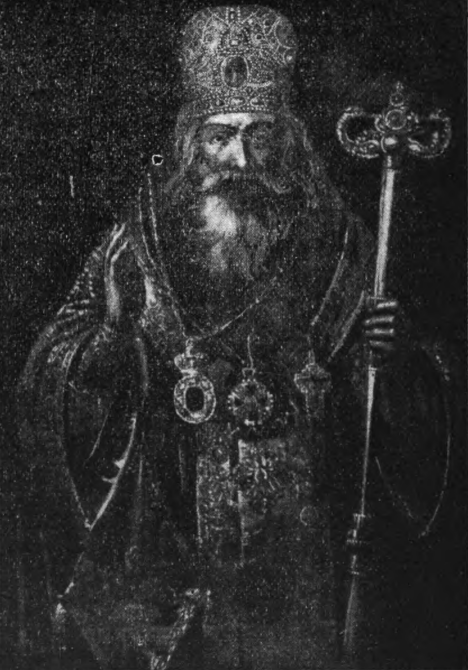
Портрет нач. XIX в.

Одно время Гаия прочили на проектированную тогда Телаво-Кахетинскую епархию, и с этой целью он в 1805 году был вызван в Санкт-Петербург, но это предположение почему-то было оставлено.
Величественный и окруженный пышностью Гаий не был высокомерен. Приветливый и радушный, он был душой провинциального общества, которое он кормил и поил на славу. В торжественных случаях у архиерея шел трехдневный пир не только для почетных лиц, но и для всего городского духовенства. Семинарская корпорация запросто угощалась у него и в праздники, и в будни. При проезде через Астрахань из Моздока он и в чужой семинарии после «сказанных ему приветствий» тотчас расщедрился и «подарил на бурсаков сто рублей и на учителей сто же рублей». Радушие его не было напускным; он на самом деле был добр и в случае нужды оказывал подчиненным самую деятельную и участливую поддержку. В Пензенской семинарии «царили большие непорядки», но члены семинарской корпораций, наравне со всей паствой Гаия, не могли нахвалиться щедрым и ласковым архиереем. Его перевод в Астрахань вызвал общее сожаление в Пензенско-Саратовской епархии. В Саратове отъезжавшего Гаия «купцы провожали до первой станции» и, согласно со вкусами владыки, «там делали обед».
10 января 1808 года Гаий был переведён в Астрахань с возведением в сан архиепископа.
Его общительность и хлебосольство и здесь покорили ему все сердца. От Астраханских богачей с известным греком Варваци во главе потекли щедрые пожертвования на нужды Церкви. Один Варваци пожертвовал 100000 руб. На эти пожертвования кафедральный собор был отделан внутри и снаружи, стены были расписаны под мрамор, были сделаны серебряные царские врата, богатые ризы на местные иконы и был слит невиданный в Астрахани колокол в 1150 пудов.
Умер 20 февраля 1821 года и был погребён в Астраханском кафедральном соборе.